# Yoshika Matsubara
Yoshika Matsubara (松原 良香?, Matsubare Yoshika; Hamamatsu, 19 agosto 1974) è un allenatore di calcio ed ex calciatore giapponese, di ruolo attaccante.